# 2654 Ristenpart
2654 Ristenpart је астероид главног астероидног појаса са пречником од приближно 20,52 .
Афел астероида је на удаљености од 3,334 астрономских јединица (АЈ) од Сунца, а перихел на 2,757 АЈ.
Ексцентрицитет орбите износи 0,094, инклинација (нагиб) орбите у односу на раван еклиптике 7,461 степени, а орбитални период износи 1942,082 дана (5,317 година).
Апсолутна магнитуда астероида је 12,50 а геометријски албедо 0,041.
Астероид је откривен 18. јула 1968. године.